# Fiat Fullback

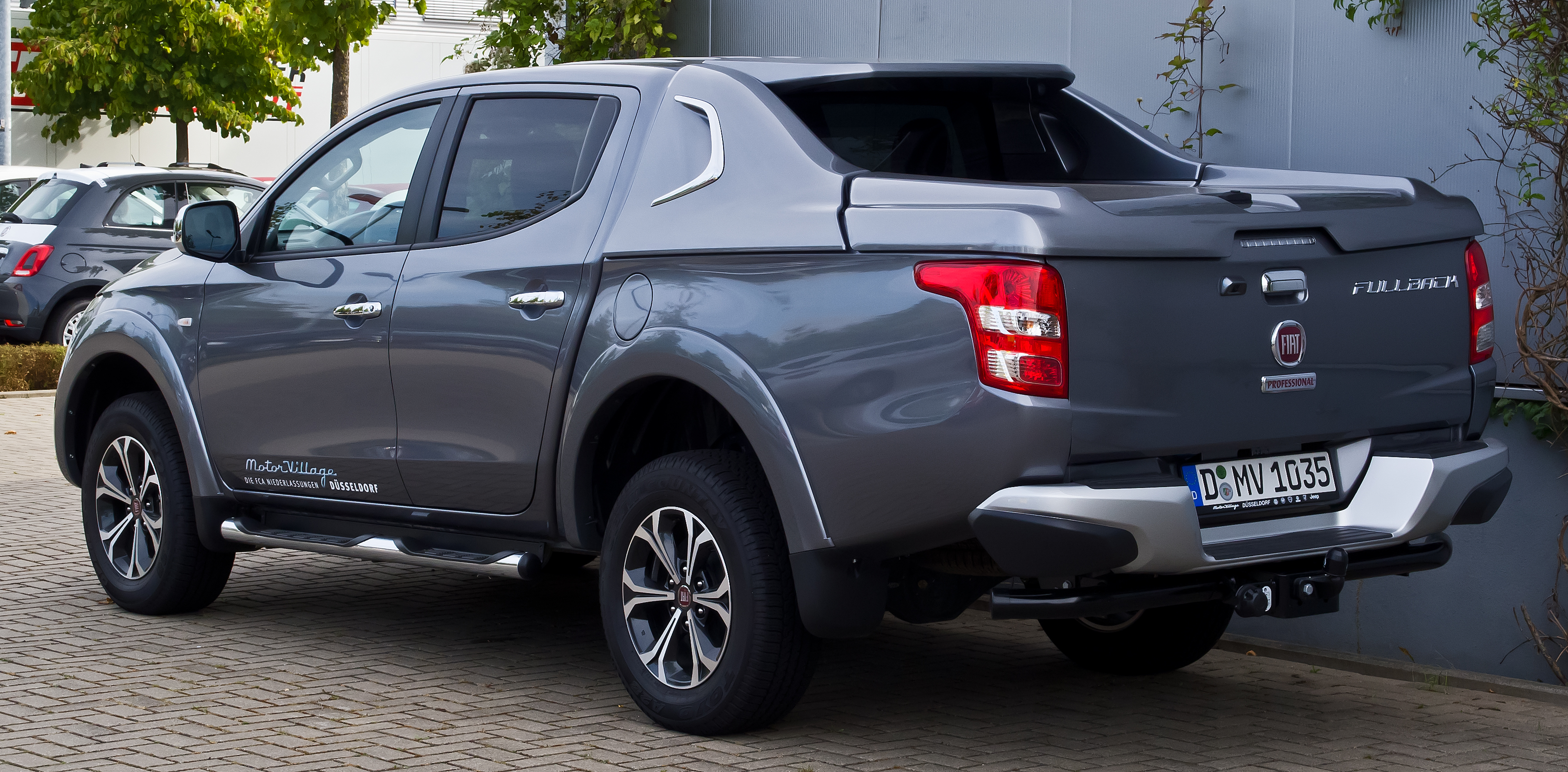
Heckansicht

Der Fiat Fullback ist ein Pick-up des italienischen Automobilherstellers Fiat Professional. Das Fahrzeug ist baugleich mit der fünften Generation des Mitsubishi L200. Der Fullback wurde parallel zum L200 in Thailand im Mitsubishi-Werk in Laem Chabang montiert. Im Sommer 2020 wurde die Produktion des Fiat ersatzlos eingestellt.

## Sondermodelle
Zum Verkaufsstart im Juni 2016 war der Fullback in einer umfangreich ausgestatteten Launch-Edition erhältlich.
Auf dem Genfer Auto-Salon 2017 präsentierte Fiat das Sondermodell Fullback Cross. Es wurde ab Ende August 2017 verkauft.

## Technische Daten
| Modell                          | 2.4                   | 2.4                        |
| ------------------------------- | --------------------- | -------------------------- |
| Bauzeitraum                     | 06/2016–07/2020       | 06/2016–07/2020            |
| Motortyp                        | R4-Dieselmotor        | R4-Dieselmotor             |
| Hubraum (cm³)                   | 2442                  | 2442                       |
| Motorcode                       | 4N15                  | 4N15                       |
| Max. Leistung (kW/PS)           | 113/154 bei 3500      | 133/181 bei 3500           |
| Max. Drehmoment (Nm)            | 380 bei 1500–2500     | 430 bei 2500               |
| Antrieb                         | Allradantrieb         | Allradantrieb              |
| Getriebe (Serienmäßig)          | 6-Gang-Schaltgetriebe | 6-Gang-Schaltgetriebe      |
| Getriebe (optional)             | —                     | 5-Stufen-Automatikgetriebe |
| Höchstgeschwindigkeit (km/h)    | 169                   | 179 [177]*                 |
| Beschleunigung (0–100 km/h)     | 12,2 s                | 10,2 s                     |
| Verbrauch kombiniert (l/100 km) | 6,9 D                 | 6,4 D [7,2 D]*             |
| Tankinhalt                      | 75                    | 75                         |
| Abgasnorm                       | Euro 6b               | Euro 6b                    |

* Angaben in Klammern für Automatikversion